# Carl Sargent
Carl Lynwood Sargent (Caerleon, 11 dicembre 1952 – 12 novembre 2018) è stato un autore di giochi e parapsicologo britannico ha usato lo pseudonimo Keith Martin per alcuni librogame della serie Fighting Fantasy.

## Biografia
Frequentò il Churchill College dell'Università di Cambridge, diplomandosi in scienze naturali si laureò con lode in psicologia nel 1974. Ricevette un dottorato di ricerca nel 1979 per studi sulla parapsicologia e proseguì con ricerche postdottorato nel laboratorio di psicologia dell'Università di Cambridge (fu il primo parapsicologo a ottenere un dottorato nell'Università di Crambidge. Sempre all'università di Cambridge insegnò psicologia. Eseguì molti esperimenti utilizzando gli studenti dei dipartimenti di scienza e geografia di fronte al dipartimento di Psicologia al Downing Site, pagando 2-3 sterline per esperimento. Il compito principale era di indovinare il coloro e valore di una carta prima della sua estrazione.

### Autore di giochi
Sargent iniziò a giocare a Dungeons & Dragons nel 1978. La filiale inglese della TSR (TSR UK) aveva sede a Cambridge ed entrò in contatto con Sargent dopo che questi aveva proposto un articolo alla rivista Imagine. Successivamente il personale della TSR UK migrò alla Games Workshop.
Tra il 1988 e il 1995, Sargent scrisse diversi librogame e romanzi della collana Fighting Fantasy, alcuni usando lo pseudonimo Keith Martin. Nel 1989 la Games Workshop divise la sua sola linea di giochi di ruolo rimasta, Warhammer Fantasy Roleplay, in una nuova linea sussidiaria chiamata Flame Publications e Sargent fu uno dei freelance che collaborò a questa nuova compagnia. Sargent continuò a collaborare con anche con la TSR e il suo supplemento From the AshesFrom the Ashes (1992) fu la spinta per una serie di pubblicazioni per l'ambientazione di Greyhawk. Nel 1998 insieme a Roger E. Moore fu scelto dalla Wizards of the Coast per gestire un ulteriore reboot di Greyhawk che però si esaurì rapidamente.
La sua attività nei giochi di ruolo cessò intorno al 1995, quando sarebbe dovuto diventare il nuovo sviluppatore per Shadowrun, un gioco di ruolo cyberpunk della FASA

### Parapsicologia
Effettuò numerosi esperimenti ganzfeld all'università di Cambridge — una sua fotografia mentre esegue uno di questi esperimenti compare a pagina 129 dell'Encyclopedia of Pseudoscience. I suoi lavori pubblicati in questo campo includono Explaining the Unexplained: Mysteries of the Paranormal, scritto con Hans Eysenck. Il libro fu recensito positivamente da John Beloff sul New Scientist, che lo definiì come «una introduzione alla parapsciologia che si può mettere in mano a uno studente curioso senza imbarazzo».
Nel libro Sargent e Eysenck sostengono che gli esperimenti di William Crookes con il medium Daniel Dunglas Home dimostrano l'esistenza di poteri sovrannaturali. Sargent scrisse una recensione negativa del libro di Ruth Brandon, The Spiritualists, in cui scrisse che Homer e altri medium era frodi. R. W. Morrell commentando la recensione su New Scientist scrisse "Carl Sargent ci vorrebbe fare credere che D. D. Home non fosse stato dimostrato come una frode. Tristemente per il dr. Sargent, lo era", Morrell conclude che Sargent aveva mostrato una personale credulità.
I suoi esperimenti ganzfeld sono stati criticati per essere stati troppo aperti a errori e frodi. Susan Blackmore, che visitò il laboratorio di Sargent rilevò diversi errori e fallimenti nel seguire il protocollo di un esperimento. In seguito Sargent lasciò del tutto il campo della parapsicologia.
Blackmore scrisse sullo Skeptical Inquirer che Sargent «violò deliberatamente i suoi propri protocolli e in un test aveva quasi certamente imbrogliato.» Gli psicologi che leggano la recensione di Daryl Bem in Psychological Bulletin «non hanno alcun indizio che seri dubbi sono stati sollevati su più di un quarto degli studi coinvoli coinvolgenti" Sargent e Chuck Honortons. Quando Blackmore incontrò Sargent, questi gli disse "che non aveva importanza se alcuni esperimenti possono essere stati inaffidabili, perché dopotutto sappiamo che lo psi esiste». Blackmore racconta anche di aver avuto una discussione con Bem a una conferenza sulla consapevolezza dove lo sfidò riguardo al suo supporto per le ricerche di Sargent e Honorton e lui replicò No ha importanza». Blackmore scrive, «Invece importa. ... importa perché le continue affermazioni di Bem fuoviano il pubblico facendogli credere che esistano prove scientifiche rispetabili dell'esistenza dell'ESP negli esperimenti Ganzfeld, quando invece non ce ne sono.».

## Opere

### Giochi di ruolo
AD&D seconda edizione
- con Douglas Niles e Rik Rose, The City of Greyhawk, TSR, 1989
- con Nigel Findley, Christopher Kubasik, John J. Terra, William Tracy, FOR1: Draconomicon, TSR, 1990.
- David "Zeb" Cook, Nigel Findley, Anthony Herring, Christopher Kubasik, Rick Swan,Tome of Magic, TSR, 1991. Raccolta di nuovi incantesimi
- DMGR4: Monster Mythology, TSR, 1992
- From the Ashes, TSR, 1992. Aggiornamento dell'ambientazione di Greyhawk
- WGR4: The Marklands, TSR, 1993,
- WGR5: Iuz the Evil, TSR, 1993,
- WGR6: The City of Skulls, TSR, 1993,
- WGRX: Ivid the Undying, 1995, PDF. Rimasto non pubblicato dopo la chiusura della linea, il testo fu reso disponibile dalla Wizards of the Coast in formato testuale.
- WGS1: Five Shall Be One, TSR, 1991,
- Night Below: An Underdark Campaign, TSR, 1995. Una campagna nell'Underdardark

Vari
- AM2: For Faerie, Queen and Country, TSR, 1993. Ambientazione vittoriana per Amazing Engine
- Citi-Block, Games Workshop, 1987. Supplemento per il gioco di ruolo di Judge Dredd

D&D Basic
- B11: King's Festival, TSR, 1989.
- B12: Queen's Harvest, TSR, 1989.
- con Gary L. Thomas, GAZ13: The Shadow Elves, TSR, 1989.
- PC2: Top Ballista, TSR, 1989. Descrizione di Serraine la città volante per Mystara
- DDA3: Eye of Traldar, TSR, 1991.

Earthdawn
- con Tom Dowd, Marc Gasgione, Shane Lacy Hensley, Louis J. Prosperi, Sean R. Rhoades, John J. Terra Denizens of Earthdawn Volume One, FASA Corporation, 1994.
- Sky Point & Vivane, FASA Corporation, 1995.
- con Chris W. McCubbin e Teeuwynn Woodruff, Sky Point Adventures, FASA Corporation, 1995.

Shadowrun prima edizione
- con Carl Guascoigne, London Sourcebook, FASA Corporation, 1991.
- con Mike Colton e Tom Dowd, Paranormal Animals of Europe, FASA Corporation, 1993.

Shadowrun seconda edizione
- Marc Gascoigne, Celtic Double-Cross, FASA Corporation, 1993.
- con Mark Chaffe, Tom Dowd, Paul R. Hume, Steve Kenson e Christopher Kubasik, The Grimoire, FASA Corporation, 1992.
- con Tom Dowd, Nigel Findley, Paul R. Hume, Steve Kenson e Mike Nystul, Harlequin's Back, FASA Corporation, 1994.
- Imago, FASA Corporation, 1992.
- Marc Gascoigne, Prime Runners, FASA Corporation, 1994.
- Marc Gascoigne, Tir na nOg, FASA Corporation, 1993.

Warhammer Fantasy Roleplay prima edizione
- Castle Drachenfels, Games Workshop, 1992
- Death's Dark Shadow, Flame Publications, 1991
- Empire in Flames, Games Workshop, 1989
- The Enemy Within: Power Behind the Throne, Games Workshop
- con Rick Priestley, Lichemaster, Flame Publications, UK, 1990
- The Restless Dead, Games Workshop, 1989
- con Phil Gallagher, Warhammer City, Games Workshop, 1987
- con Phil Gallagher, Warhammer City of Chaos, Games Workshop, 1991
- con Thomas Boyd, Mike Brunton, Ken Cliffe, Graeme Davis, Saul Doole, Neal Harvey e Andy Warwick, Warhammer Companion, Flame Publications, 1990

Warhammer Fantasy Roleplay seconda edizione
- con Ben Counter, Graeme Davis, Nathan Greavey e Brian E. Kirby, Plundered Vaults, Black Industries, UK, 2005

### Librogame
Ha scritto alcuni librogame per la collana Fighting Fantasy, tutti usando lo pseudonimo di Keith Martin:
- Stealer of Souls, Puffin Books, 1988
- La cripta del vampiro, (Vault of the Vampire, Puffin Books, 1989),
- Master of Chaos, Puffin Books, 1990
- Tower of Destruction, Puffin Books, 1991
- Island of the Undead, Puffin Books, 1992
- Night Dragon, Puffin Books, 1993
- Legend of Zagor, Puffin Books, 1993 (accreditato in copertina a Ian Livingstone)[14])
- Revenge of the Vampire, Puffin Books, 1995

### Romanzi
- Name-Giver's Compendium, RedBrick, 2006, Hardcover, Earthdawn Classic 1
- con Marc Gascoigne, Black Madonna, ROC, 1996.
- con Marc Gascoigne, Nosferatu, ROC, 1994.
- con Marc Gascoigne, Shroud of Madness, FASA Corporation, 1995.
- con Marc Gascoigne, Streets of Blood, ROC, 1992.

### Parapsicologia
- con Hans Eysenck, Explaining the Unexplained: Mysteries of the Paranormal, Prion, 1998
- con Hans Eysenck, Know Your Own Psi-Q, Ballantine Books, 1984
- Personality, Divination and the Tarot, Inner Traditions, 1988
- con Hans Eysenck, Are You Psychic?: Tests & Games to Measure Your Powers, Prion Books, 1996
- How to Include Special Populations in School-To-Work: A Practitioner's Guide, Butte Publications, 1996
- Exploring Psi in the Ganzfeld, Parapsychological Monographs n. 17, Parapsychology Foundation, 2002